# Albert Descamps (évêque)
Pour les articles homonymes, voir Albert Descamps et Descamps.
Albert Descamps (Escanaffles, 27 juin 1916 - Wavre, 15 octobre 1980) est un prêtre catholique, professeur d'université, évêque titulaire de Tunes (de), évêque auxiliaire de Tournai et dernier recteur magnifique de l'Université catholique de Louvain.

## Biographie
Descamps parcourt les humanités modernes au Collège Saint-Léon à Bruges. Il entre au séminaire de Tournai et est ordonné prêtre le 5 octobre 1941.
Après avoir obtenu son doctorat en théologie, il devient professeur d'exégèse à l'université catholique de Louvain.
Il est consacré évêque titulaire de Tunes (de) et nommé évêque auxiliaire de Tournai le 27 décembre 1960. Il démission de la fonction d'évêque auxiliaire en 1964.

## Recteur magnifique
Albert Descamps, parfait bilingue, est de 1962 à 1968 le dernier recteur magnifique de l'Université catholique de Louvain. Il dirige l'université au cours des années difficiles qui mènent à la scission en deux universités autonomes: l'université catholique de Louvain à Louvain-la-Neuve et la Katholieke universiteit Leuven à Louvain. Ses successeurs sont Édouard Massaux pour l'UCL et le professeur Pieter De Somer pour la KUL.
Après la scission, il reprend ses cours d'exégèse à l'université de Louvain-la-Neuve. 
En 1963, il devient président de Pax Christi et en 1965 il est nommé évêque auxiliaire de l'Ordinariat pour les étudiants étrangers en Belgique.
En 1967, il devient membre de la Commission biblique pontificale, dont il est secrétaire de 1973 jusqu'à sa mort.

## Publications
- Les Justes et la Justice dans les Évangiles et le Christianisme primitif, hormis la doctrine proprement Paulinienne (thèse pour l'obtention du grade de magistre en théologie), Louvain / Gembloux, 1950.
- Sin in the Bible, (avec Albert Gelin), Desclée, 1964
- Genèse et structure d'un texte du Nouveau Testament. Étude interdisciplinaire du chapitre 11 de l'évangile de Jean (avec d'autres auteurs), Ed. du Cerf, 1981
- Jésus et l'Église. Études d'exégèse et de théologie

## Honneurs
Le bâtiment de la Faculté de théologie de l'Université catholique de Louvain, située sur la Grand Place de Louvain-la-Neuve porte le nom d'Albert Descamps.
Une rue de son village natal où il est inhumé porte également son nom. 

#### Sur Albert Descamps
- C. Focant, « Le professeur Albert Descamps », Revue Théologique de Louvain, Leuven, vol. 12, no 1,‎ 1981, blz. 59-63
- J. Giblet, « Mgr Albert Descamps, exégète et théologien de Louvain », Revue Théologique de Louvain, Leuven, vol. 12, no 1,‎ 1981, blz. 40-58
- R. Guelluy, « Albert Descamps tel que je l'ai connu », Revue Théologique de Louvain, Leuven, vol. 11, no 4,‎ 1980, blz. 407-415.

#### Concernant l'Université
- Pierre Laconte, La recherche de la qualité environnementale et urbaine. Le cas de Louvain-la-Neuve, 2009
- Christian Laporte, L'affaire de Louvain, Bruxelles, De Boeck & Larcier, 1999.
- Gabriel Ringlet (dir.), Une aventure universitaire, Bruxelles, Racine, 2000
- (nl) Jo Tollebeek et Liesbet Nys (red.), De stad op de berg: een geschiedenis van de Leuvense Universiteit sinds 1968, Leuven, Universitaire Pers, 2005.
- Michel Woitrin, Louvain-la-Neuve-Louvain-en-Woluwe: Le Grand Dessein, Bruxelles, Duculot, 1987.